# Aulogymnus elevatus
Aulogymnus elevatus är en stekelart som beskrevs av Zhu, Lasalle och Huang 1999. Aulogymnus elevatus ingår i släktet Aulogymnus och familjen finglanssteklar. Inga underarter finns listade.